# Kitamura Tomoya
Kitamura Tomoya (sinh ngày 15 tháng 9 năm 1996) là một cầu thủ bóng đá người Nhật Bản.

## Sự nghiệp câu lạc bộ
Kitamura Tomoya hiện đang chơi cho Roasso Kumamoto.